# Districtul Tamsweg
Districtul Tamsweg, fostul ținut austriac (germană: Gau) „Lungau”, este unul dintre cele 5 ținuturi din landul Salzburg. Se învecinează la vest cu Pongau.

## Împărțire administrativă
În paranteză este trecut numărul de locuitori al localității.

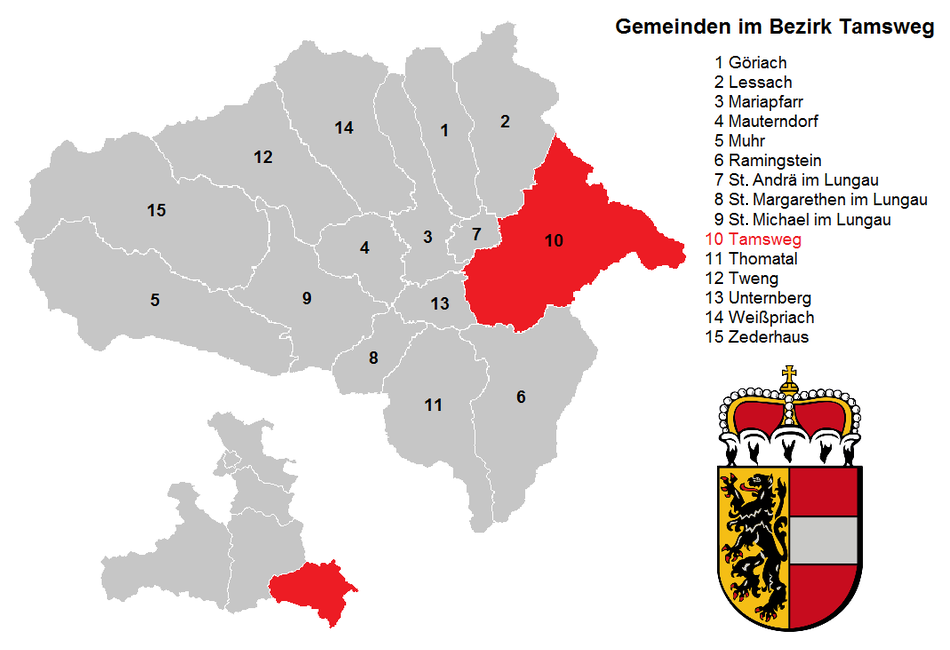
Localităţile din Districtul Tamsweg

| Târguri - Mauterndorf 1.809) - St. Michael im Lungau (3.544) - Tamsweg (5.827) | Comune - Göriach (366) - Lessach (577) - Mariapfarr (2.328) - Muhr (578) - Ramingstein (1.330) - St. Andrä im Lungau (699) - St. Margarethen im Lungau (802) - Thomatal (344) - Tweng (362 - Unternberg (1.015) - Weißpriach (326) - Zederhaus (1.214) |